# From Me to You/Thank You Girl
From Me to You/Thank You Girl è il terzo singolo del gruppo musicale inglese The Beatles pubblicato nel Regno Unito nel 1963.

## Tracce
1. From Me to You – 1:53 (John Lennon e Paul McCartney)
2. Thank You Girl – 1:58 (John Lennon e Paul McCartney)